# Blue Bottle Coffee Company

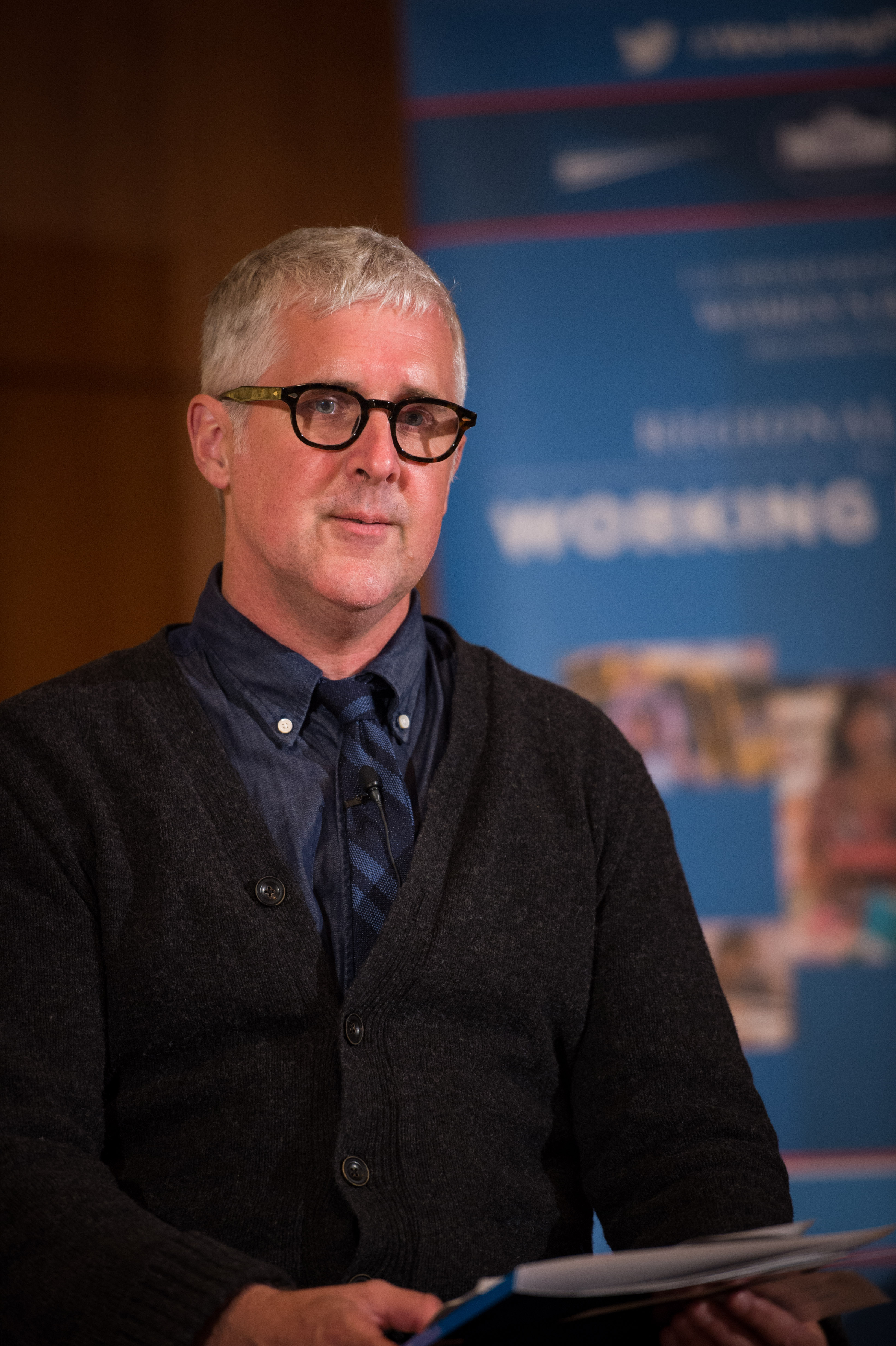
James Freeman, fundador de Blue Bottle Coffee Company, en 2014.

Blue Bottle Coffee Company es una empresa comercializadora de café. Con sede en Oakland, California, Estados Unidos, cuida del café en todos sus procesos: producción, tueste y venta minorista. Se la considera un actor importante en el café de tercera generación, pues se centra en el grano de un único origen. El fundador de la compañía fue el empresario James Freeman.

## Ubicaciones
La compañía, que nació en Oakland, California, pronto se expandió a otras áreas de Estados Unidos. Blue Bottle abrió primero varios cafés en localizaciones próximas a San Francisco, incluyendo el edificio del transbordador y el jardín de la azotea del Museo de Arte Moderno de San Francisco. La compañía operaba en 29 tiendas en 2016, y planificaba contar con otros 20 nuevos cafés a finales de 2017 en ciudades como California, Nueva York, Washington, Miami o Tokio.

## Historia
W. James Freeman fundó Blue Bottle Coffee a principios de los años 2000 en Oakland, California, tomando prestado el nombre de uno de los primeros cafés de Europa, The Blue Bottle Coffee House. Su intención era tostar el café en pequeños lotes (6 libras por tueste) para vender dentro de las 24 horas de tostado, inicialmente como servicio de entrega a domicilio. Blue Bottle pronto cesó las entregas y se abrió como una cafetería tradicional.
Blue Bottle abrió otros lugares en San Francisco y en otros lugares en el área de la Bahía de San Francisco, y luego abrió su primera ubicación en Nueva York en 2010. Las tiendas de propiedad de la compañía llevan fuera de menú elementos como el "Gibraltar", una forma de cortado. Los menús de San Francisco incluyen el café Four Barrel o el Ritual Roasters, entre otros.
En 2012, Blue Bottle recibió $ 20 millones en inversiones de capital de riesgo. y en 2015, Blue Bottle completó una ronda de capital riesgo con la que recaudó $ 70 millones más de los inversores, liderados por Fidelity. Desde su creación, la compañía ha recaudado $ 120 millones de distintos inversores.

## Grupo Nestlé
En septiembre de 2017, Nestlé S.A., la compañía de alimentos y bebidas más grande del mundo, adquirió una participación mayoritaria de Blue Bottle Coffee. Aunque los detalles financieros del acuerdo no fueron revelados, el diario Financial Times informó que "Nestlé entiende que está pagando hasta $ 500 millones por el 68 por ciento de participación en Blue Bottle". Según anunció Nestlé, Blue Bottle Coffee seguirá operando como marca independiente y tendrá pleno acceso a la logística de la multinacional suiza. La dirección actual y los empleados retendrán una participación minoritaria y seguirán gestionando el negocio, lo que incluye al fundador y consejero delegado, James Freeman. Blue Bottle cuenta con aumentar las ventas en un 70% en un año.